# 卡齊米日大帝法令

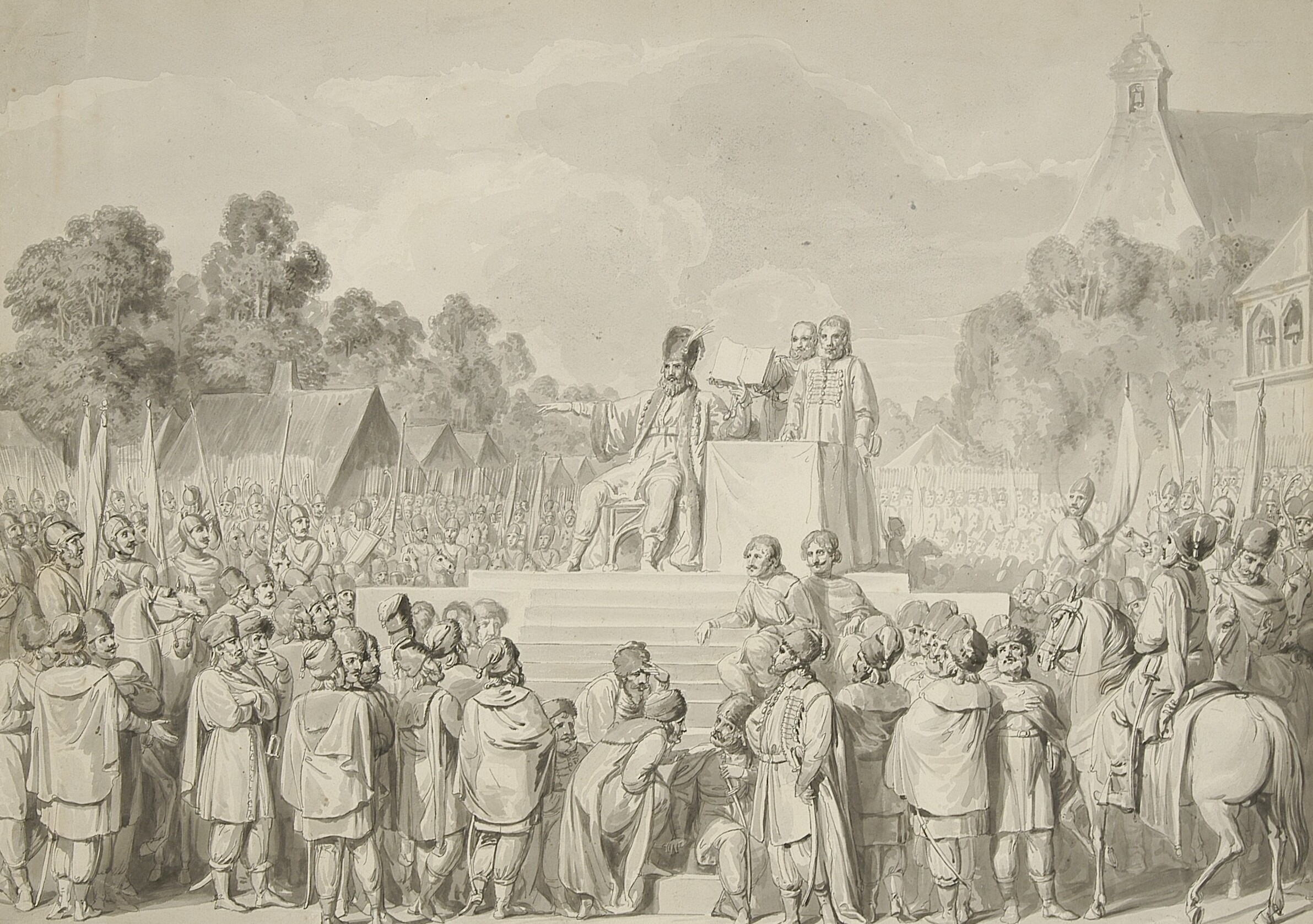
卡齊米日大帝, 維希利卡瑟姆, 由弗朗西澤克·斯穆格維茨所描繪。

卡齊米日大帝法令或皮奧特科夫-維希利卡法令（波蘭語：  Statuty wiślicko-piotrkowskie) ，是在1346-1362年間波兰国王卡齊米日三世大帝於彼得庫夫和維希利卡的會議期間所頒佈的一系列法例（合集）。這部法令集是皮亚斯特時代第一個也是唯一一個重要的法典化法律，也是波蘭歷史上首批成文法例規範之一。

## 背景
在十二世紀中葉時，隨著波列斯瓦夫三世留下了預想不恰當的遺囑，他的兒子們開啟了波兰的分裂進程。波蘭統治者們是花費了兩個多世紀時間，才將波列斯瓦夫原主掌的大部分領土，再統一在一位統治者靡下：由十四世紀時的瓦迪斯瓦夫一世實現該目標。作為瓦迪斯瓦夫兒子的卡齊米日三世大帝，並非藉著軍事功績，而是以其作為建設者、行政人員和外交官的敏銳度，在歷史上贏得非凡的聲譽。他當時推行的一項工作，是包括試圖在他控制的領土內對法律作出統一化和法典化，以試圖於不同省份之間建立更緊密聯繫，並將它們更緊密地聯結起中央政府。
最終，由於當時各派反對，基於認為波蘭王國法律制度的編纂化和統一化是等同於削弱他們的地位，卡齊米日未有完全地完成他的預想任務。儘管如此，他還是得以在波蘭的兩個主要省份達成這一目的。其中，彼得庫夫法令為對大波兰(Wielkopolska) 法律作出規範，及維希利卡法令就對小波兰(Małopolska) 而定例。
法令集當時具體通過的日期未能確定；據普遍認為，大部分（立法）工作是在1346-1362年間完成的，以其需要召開多次為制會 (wiec) ，而两個法案都於1362年完成編撰。此外，史學家當代有一致認定，這些法令之中有一部分是在卡齊米日身後繼續編寫的，到後世這整項做成的法令集是被錯誤地完全歸功於他。

## 法例內容

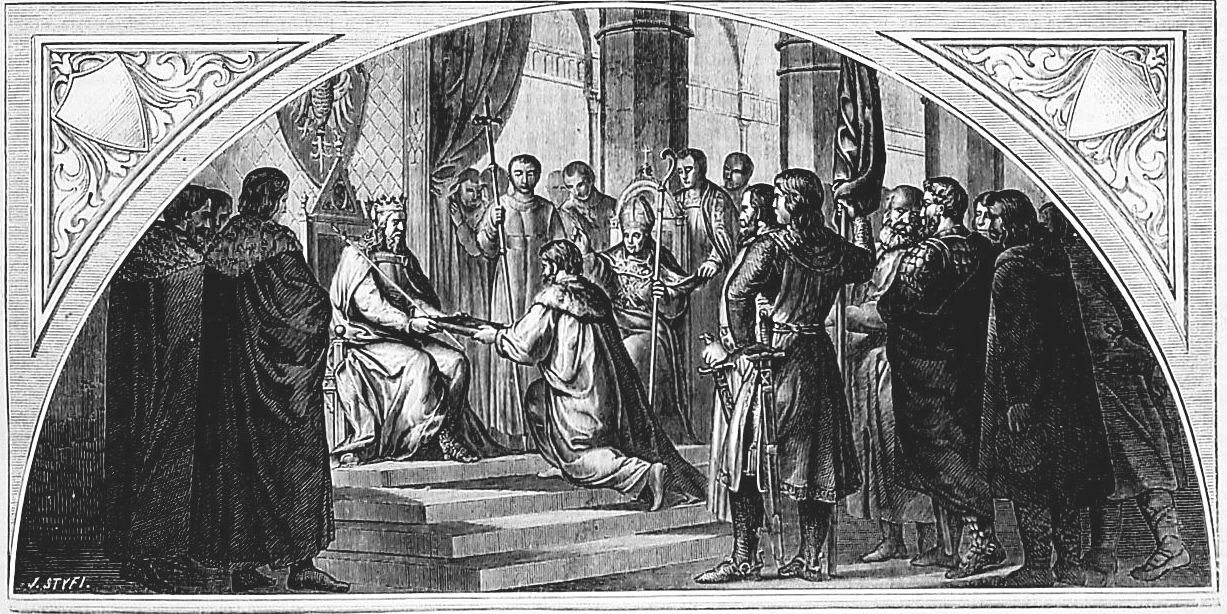
卡齊米日大帝頒授維希利卡法令，卡羅爾·馬可尼（Karol Marconi）創作。

當時整部法令集，有三分之二內容是涉及刑法，剩餘部分屬私（民）法。
典型地，大多数法例條文不單止包含法律，还包含對其存在原因的解釋（正當化緣由）。
法令集是採用拉丁文書寫。在十五世纪初，它們曾被轉譯為波兰语，晚後再轉譯為鲁塞尼亚语。到十五世紀後期，它們也被印刷出文。

## 重要度
該法令集為波蘭首次對既有法律習慣作出了編纂。它們為幾個世紀後續的波蘭法律提供了建構基礎，並且還在後續是通過其他法律習慣編撰、先例和其他法案而再擴展下去。其也對王國團結起到作用。

## 備註
1. ↑  pg 369 - Malcolm Barber.  August 1993. Routledge. : 616. ISBN 0-415-09682-0.
2. ↑  . Encyclopædia Britannica. 2009  [July 18, 2009]. （原始内容存档于2014-11-22）.
3. ↑  （波蘭語） Kazimierz III Wielki （页面存档备份，存于）, Internetowa encyklopedia PWN
4. ↑  （波蘭語） Kazimierz III Wielki （页面存档备份，存于）, Encyklopedia WIEM
5. ↑  （波蘭語） Statuty Kazimierza Wielkiego （页面存档备份，存于）, WIEM Encyklopedia
6. ↑  Stanisław Kutrzeba, Franciszek Piekosiński jako historyk prawa polskiego, in: Kwartalnik historyczny, Polskie Towarzystwo Historyczne, Lwów, Instytut Historii (Polska Akademia Nauk), 1908
7. 1 2 3 4 5  （波蘭語） Wacław Uruszczak, STATUTY KAZIMIERZA WIELKIEGO JAKO ŹRÓDŁO PRAWA POLSKIEGO （页面存档备份，存于）

## 外部鏈接
- Ḟedor Ḟedorovīch Zigel， Lectures on Slavonic law: being the Ilchester lectures for the year 1900, p. 115-118,，谷歌打印（公共领域书籍）
- （波蘭語） Statuty Kazimierza Wielkiego （页面存档备份，存于） ,Encyklopedia Internautica